# 필립 글레니스터
필립 글레니스터(Philip Glenister, 1963년 2월 10일 ~ )는 잉글랜드의 배우이다.

## 출연 작품
- 아웃캐스트 시즌1 (2016)
- 빅 스쿨 시즌2 (2014)
- 빅 스쿨 시즌1 (2013)
- 트레져 아일랜드 (2012)
- 벨아미 (2012)
- 매드 독스 (2010)
- 환상의 그대 (2010)
- 애쉬스 투 애쉬스 시즌1 (2008)
- 크랜포드 (2007)
- 라이프 온 마스 시즌1 (2006)
- 더 워크 (2005)
- 또다른 볼린 여인 (2003)
- 스테이트 오브 플레이 (2003)
- 캘린더 걸스 (2003)
- 혼블로워 - 반란 (2001)
- 혼블로워 - 보복 (2001)
- 허영의 시장 (1998)
- 샤프의 정의 (1997)
- I.D. (1995)
- 러브드 업 (1995)